# Paličník
Paličník är ett berg i Tjeckien.   Det ligger i regionen Liberec, i den norra delen av landet, 110 km nordost om huvudstaden Prag. Toppen på Paličník är 972 meter över havet, eller 99 meter över den omgivande terrängen. Bredden vid basen är 1,6 km.
Terrängen runt Paličník är huvudsakligen kuperad, men åt sydost är den platt.Runt Paličník är det ganska glesbefolkat, med 40 invånare per kvadratkilometer. Närmaste större samhälle är Liberec, 18,9 km sydväst om Paličník. I omgivningarna runt Paličník växer i huvudsak blandskog.